# Binding-Preis für Natur- und Umweltschutz
Der Binding-Preis für Natur- und Umweltschutz wurde für besonderes Engagement für Natur- und Umweltschutz vergeben. Er wurde 1986 bis 2015 jährlich in Vaduz an mehrere Preisträger verliehen. Der Preis wurde 1986 von Sophie und Karl Binding, Schaan, initiiert. Der sogenannte «Grosse Binding-Preis» war mit 50'000 Schweizer Franken dotiert, daneben wurden jährlich drei weitere Preise verliehen.
Seit 2021 werden die Binding-Preise für Biodiversität verliehen.

## Preisträger Grosser Binding-Preis
- 1986: Hans Christoph Binswanger
- 1987: Hannes Mayer
- 1988: Liechtensteinische Gesellschaft für Umweltschutz
- 1989: Erwin Kräutler
- 1990: Erich Kessler
- 1991: Hans Ruh
- 1992: Michael Succow
- 1993: Hans Bibelriether
- 1994: Bruno Manser (verschollen)
- 1995: Krzysztof Wolfram
- 1996: Michael Otto
- 1997: Hans Haid
- 1998: Alpen-Initiative (Verein) und Transitforum Austria
- 1999: Richard Maurer
- 2000: Regenwald der Österreicher
- 2001: Internationale Alpenschutzkommission CIPRA
- 2002: Patriarch Bartholomaios I. von Konstantinopel
- 2003: Klaus Töpfer
- 2004: Werner Konold
- 2005: Regina Frey
- 2006: Jakob von Uexküll
- 2007: Slow Food
- 2008: Franco Schlegel
- 2009: Paola Ghillani
- 2010: Das Grüne Band in Europa
- 2011: Gallus Cadonau
- 2012: Mathis Wackernagel
- 2013: Hans-Dieter Knapp und Andreas Speich
- 2014: Ulrich Eichelmann
- 2015: Dominique Richard

## Preisträger Binding-Preise
- 1986: Ignaz Hugentobler, Schulklasse 5b des Liechtensteinischen Gymnasiums des Jahres 1985, Louis Jäger, Hans Ulrich Hollenstein, Raumplanungsstelle des Amtes der Vorarlberger Landesregierung
- 1987: Anton Draxl und Peter Hasslacher, Hans-Peter Grünenfelder, Klaus Schädler
- 1988: Edith Waldburger-Gantenbein, Marianne Mathis und Christian Mähr, Arbeitsgruppe «Seeforelle» im Sachverständigen-Ausschuss der Internationalen Bevollmächtigten-Konferenz für die Bodensee-Fischerei
- 1989: Walter Trepp, Julius Eberle, Christian Zinsli, Sture Larsen
- 1990: Ökomodell Hindelang, Josef Biedermann, Österreichische Gesellschaft für Vogelkunde Landesstelle Vorarlberg, Hans Moser
- 1991: Int. Projekt zur Wiederansiedlung des Bartgeiers in den Alpen, Hans Jakob Reich, Distelverein zur Erhaltung und Förderung des Lebensraumes östl. Weinviertel/Marchfeld
- 1992: Naturkundliche Station der Stadt Linz, Auerhuhngruppe Toggenburg und benachbarte Gebiete, Schweiz. Institut für Baubiologie Flawil und Heinz Frick (†), Christian Göldi
- 1993: Barbara und Hans-Jörg Rheinberger, Anton Türtscher, Naturschutzgruppe Val Müstair
- 1994: Markus Kaiser, Walter Dietl, Eyjolf Aistleitner
- 1995: Bürgerinitiative Tiroler Lechtal, Programmleitung Inventar historischer Verkehrswege der Schweiz (IVS), Wilfried Kaufmann
- 1996: Marga Hubinek, Georg Willi, PLENUM-Team unter Leitung von Winfried Krahl
- 1997: Naturkundliche Vereinigung Trimmis, Hanspeter Guggenbühl, Prepare-Team
- 1998: Fredi M. Murer, Ernst Schwald, Hans Peter Frick
- 1999: Erhard Kraus, VCL Verkehrs-Club Liechtenstein, Andreas Moser
- 2000: Hildegard Breiner, Jürgen Kühnis, Pfr. Jakob Schiltknecht
- 2001: Franz Hohler, Hanno Meier, Günter Stadler
- 2002: Stiftung Bergwaldprojekt, Eva Pongratz, Donau-Karpaten-Programm des WWF International
- 2003: Ursula Bauer und Jürg Frischknecht, Welt- und Naturlada Schaan, Gemeindenetzwerk Allianz in den Alpen
- 2004: Sigrid Arnade, Gerald Plattner, Botanisch-Zoologische Gesellschaft Liechtenstein
- 2005: Im Jahr 2005 wurden aufgrund des 25-jährigen Jubiläums keine Binding-Preise vergeben.
- 2006: Andrea und Maria Schneider, Christoph Meier, Geschäftsleitung und Arbeitsgruppe Inficon AG
- 2007: Thomas Scheurer, Uta Henschel, Österreichische Koordinationsstelle für Fledermausschutz und -forschung & René Gerber & Silvio Hoch
- 2008: Walter Binder, Alwin Schönenberger, Vier «good practice»-Beispiele in den vier Gebietskörperschaften des Alpenrheintals
- 2009: Maria Meyer und Martin Bienerth, Molkerei Andeer & Center da Capricorns, Amt der Landeshauptstadt Bregenz, Jacob Radloff
- 2010: Stiftung Schatzinsel Alp Flix Sur, Hortus – Verein zur Erhaltung alter Kultursorten in Liechtenstein, Gemeinde Krumbach & Maria-Anna Moosbrugger, Jonas Barandun
- 2011: Nachhaltig:Bauen in der Gemeinde, Josiane Meier, Josias F. Gasser
- 2012: Patrizia Rossi, CICONIA – Transnationales Storchenprojekt Europa-Afrika, Ausbildungslehrgänge für das Management geschützter Gebiete: Universität Klagenfurt & Zürcher Hochschule für Angewandte Wissenschaften Wädenswil & Hochschule für Technik Rapperswil
- 2013: Michaela Hogenboom Kindle & Elias Kindle, Bodenfreiheit – Verein zur Erhaltung von Freiräumen, Angelo Andina
- 2014: Karl Schefer (Delinat AG, St. Gallen), Bürgergenossenschaft Triesen (Liechtenstein) und Ortsgemeinde Au (St. Gallen), Christel Schroeder
- 2015: Stadt Maienfeld, Turtle Foundation (Liechtenstein), Christiane Machold und Katrin Löning, Verein Waldkinder St. Gallen

Neben der Binding Stiftung mit Sitz in Schaan, die den Binding-Preis für Natur- und Umweltschutz ausrichtet, hat das Ehepaar Sophie und Karl Binding die in Basel ansässige Sophie und Karl Binding Stiftung gegründet, die von 1987 bis 2016 jährlich den Binding Waldpreis verlieh.
Die beiden Binding-Preise sind nicht mit dem Binding-Kulturpreis zu verwechseln.